# Wennerscheid
Der Wennerscheid ist ein Höhenrücken in der Gemeinde Neunkirchen-Seelscheid. Er liegt zwischen den Tälern des Wahnbachs und des Wendbachs. Die höchste Erhebung des Wennerscheid beträgt 227 m ü. NHN. Auf dem Wennerscheid liegen die Ortschaften 
- Niederwennerscheid mit der Herrenwiesermühle,
- Oberwennerscheid,
- Wende,
- und Söntgerath
  - Oberdorf
  - Mitteldorf
  - und Unterdorf

Siehe auch:
- Sophie Wennerscheid

Koordinaten: 50° 51′ 56″ N, 7° 21′ 10″ O